# أندريه سانت لوران
أندريه سانت لوران هو لاعب هوكي الجليد كندي، ولد في 16 فبراير 1953 في رووان نوراندا في كندا.

## وصلات خارجية
- أندريه سانت لوران على موقع دوري الهوكي الوطني (الإنجليزية)
- أندريه سانت لوران على موقع EliteProspects.com (الإنجليزية)
- أندريه سانت لوران على موقع Eurohockey.com (الإنجليزية)
- أندريه سانت لوران على موقع HockeyDB.com (الإنجليزية)
- أندريه سانت لوران على موقع Hockey-Reference.com (الإنجليزية)